# In Case You Didn't Feel Like Showing Up
In Case You Didn't Feel Like Showing Up è un album dal vivo del gruppo industrial metal statunitense Ministry; è stato registrato all'Holiday Star Theatre di Merrillville, in Indiana, il 22 Febbraio 1990 e successivamente pubblicato nel medesimo anno.

## Tracce
1. The Missing – 3:35
2. Deity – 3:38
3. So What – 11:29
4. Burning Inside – 6:23
5. Thieves – 5:09
6. Stigmata – 9:31

## Formazione
Gruppo
- Alien Jourgensen - voce, chitarre, tastiere
- Paul Barker - basso, tastiere
- Bill Rieflin - batteria
- Chris Connelly - tastiere, voce
- Mike Scaccia - chitarra
- Martin Atkins - batteria
- Terry Roberts - chitarra
- Nivek Ogre - tastiere, chitarra, voce
- William Tucker - chitarra
- Joe Kelly - cori